# Kakawa-Kolonia
Kakawa-Kolonia [pronunciación en polaco: /kaˈkava kɔˈlɔɲa/] es un pueblo en el distrito administrativo de Gmina Godziesze Wielkie, dentro de Distrito de Kalisz, Voivodato de Gran Polonia, en el centro-oeste de Polonia. Se encuentra aproximadamente 19 kilómetros al sur de Kalisz y 124 kilómetros al sudeste de la capital regional, Poznań.
El pueblo tiene una población de 250 habitantes.